# Harvard Business School
Harvard Business School – amerykańska szkoła zarządzania, będąca wydziałem Uniwersytetu Harvarda. Od wielu lat znajduje się w czołówce szkół biznesu na świecie. W 2006 roku w światowym rankingu studiów MBA Business Week znalazła się na czwartym miejscu. W rankingu USNews na rok 2007 zajęła pierwsze miejsce w kategorii studiów magisterskich z zakresu zarządzania.
Powstała w 1908 roku, jako jedna z pierwszych uniwersyteckich szkół biznesu na świecie. Znana jest z unikatowej metody nauki poprzez studium przypadku (case study).